# Hemidactylus sinaitus
Hemidactylus sinaitus är en ödleart som beskrevs av  George Albert Boulenger 1885. Hemidactylus sinaitus ingår i släktet Hemidactylus och familjen geckoödlor. Inga underarter finns listade i Catalogue of Life.